# Sweden Hockey Games 2023
33. edycja turnieju Sweden Hockey Games rozgrywana była w dniach 9–12 lutego 2023 roku. Brały w niej udział cztery reprezentacje: Czech, Szwecji, Finlandii i Szwajcarii. Każdy zespół rozegrał po trzy spotkania, łącznie odbyło się sześć meczów. Pięć spotkań rozegrano w hali Malmö Arena w Malmö, jeden mecz odbył się w Zurychu w hali Swiss Life Arena. Turniej był trzecim, zaliczanym do klasyfikacji Euro Hockey Tour w sezonie 2022/2023.

## Wyniki
| 9 lutego 2023 | Czechy | 2:1 pd. | Szwecja | Malmö Arena, Malmö |

| Szczegóły      | Szczegóły                              | Szczegóły            | Szczegóły              | Szczegóły                                                                                                  |
| -------------- | -------------------------------------- | -------------------- | ---------------------- | --- |
| Godzina: 19:00 | J. Kovář (PP) 17:57 L. Klok (EQ) 60:35 | (1:0, 0:0, 0:1, 1:0) | 42:29 (EQ) L. Wallmark | Widzów: 5132 Sędzia główny: Lassi Heikkinen Riku Brander Sędziowie liniowi: Ludvig Lundgren Emil Yletyinen |
| Godzina: 19:00 | 6 min. kar                             |                      | 4 min. kar             | Widzów: 5132 Sędzia główny: Lassi Heikkinen Riku Brander Sędziowie liniowi: Ludvig Lundgren Emil Yletyinen |

| 9 lutego 2023 | Szwajcaria | 5:6 pk. | Finlandia | Swiss Life Arena, Zurych |

| Szczegóły      | Szczegóły                                                                                               | Szczegóły                 | Szczegóły | Szczegóły                                                                                                   |
| -------------- | --- | ------------------------- | --- | --- |
| Godzina: 20:15 | L. Hischier (PP) 06:38 C. Thürkauf (EQ) 20:14 D. Meyer (EQ) 23:25 S. Knak (EQ) 24:07 M. Fora (SH) 33:20 | (1:1, 4:2, 0:2, 0:0, 0:1) | 05:07 (EQ) T. Tikka 25:16 (EQ) A. Ruotsalainen 35:51 (PP) N. Ojamäki 41:46 (EQ) E. Eronen 57:31 (PP) T. Tikka 65:00 (GWG) A. Oksanen | Widzów: 6623 Sędzia główny: Antonín Jeřábek Jiří Ondráček Sędziowie liniowi: Dominik Schlegel Eric Cattaneo |
| Godzina: 20:15 | 6 min. kar                                                                                              |                           | 6 min. kar | Widzów: 6623 Sędzia główny: Antonín Jeřábek Jiří Ondráček Sędziowie liniowi: Dominik Schlegel Eric Cattaneo |

| 11 lutego 2023 | Finlandia | 6:1 | Czechy | Malmö Arena, Malmö |

| Szczegóły      | Szczegóły | Szczegóły       | Szczegóły             | Szczegóły                                                                                                   |
| -------------- | --- | --------------- | --------------------- | --- |
| Godzina: 12:00 | N. Matinpalo (EQ) 11:56 J. Aaltonen (EQ) 14:56 A. Ruotsalainen (EQ) 21:09 A. Ruotsalainen (EQ) 23:55 V. Saarijärvi (EQ) 28:45 J. Jääskä (EQ) 36:20 | (2:0, 4:0, 0:1) | 41:31 (EQ) H. Zohorna | Widzów: 1213 Sędzia główny: Tobias Björk Christoffer Holm Sędziowie liniowi: Anders Nyqvist Ludvig Lundgren |
| Godzina: 12:00 | 4 min. kar |                 | 4 min. kar            | Widzów: 1213 Sędzia główny: Tobias Björk Christoffer Holm Sędziowie liniowi: Anders Nyqvist Ludvig Lundgren |

| 11 lutego 2023 | Szwecja | 2:0 | Szwajcaria | Malmö Arena, Malmö |

| Szczegóły      | Szczegóły                                     | Szczegóły       | Szczegóły   | Szczegóły                                                                                                 |
| -------------- | --------------------------------------------- | --------------- | ----------- | --- |
| Godzina: 16:00 | L. Wallmark (PP) 08:55 O. Lindberg (EQ) 56:08 | (1:0, 0:0, 1:0) |             | Widzów: 5477 Sędzia główny: Lassi Heikkinen Riku Brander Sędziowie liniowi: Gustav Jonsson Emil Yletyinen |
| Godzina: 16:00 | 6 min. kar                                    |                 | 12 min. kar | Widzów: 5477 Sędzia główny: Lassi Heikkinen Riku Brander Sędziowie liniowi: Gustav Jonsson Emil Yletyinen |

| 12 lutego 2023 | Szwajcaria | 1:2 pd. | Czechy | Malmö Arena, Malmö |

| Szczegóły      | Szczegóły            | Szczegóły            | Szczegóły                                | Szczegóły                                                                                                  |
| -------------- | -------------------- | -------------------- | ---------------------------------------- | --- |
| Godzina: 12:00 | M. Künzle (EQ) 55:15 | (0:1, 0:0, 1:0, 0:1) | 05:13 (EQ) J. Flek 61:33 (PP) F. Chlapík | Widzów: 2431 Sędzia główny: Tobias Björk Christoffer Holm Sędziowie liniowi: Gustav Jonsson Emil Yletyinen |
| Godzina: 12:00 | 6 min. kar           |                      | 7 min. kar                               | Widzów: 2431 Sędzia główny: Tobias Björk Christoffer Holm Sędziowie liniowi: Gustav Jonsson Emil Yletyinen |

| 12 lutego 2023 | Szwecja | 3:1 | Finlandia | Malmö Arena, Malmö |

| Szczegóły      | Szczegóły                                                                  | Szczegóły       | Szczegóły           | Szczegóły                                                                                                   |
| -------------- | -------------------------------------------------------------------------- | --------------- | ------------------- | --- |
| Godzina: 16:00 | T. Lennström (PP) 11:53 H. Häman Aktell (EQ) 21:56 A. Bengtsson (EQ) 29:14 | (1:0, 2:0, 0:1) | 60:00 (EQ) R. Leino | Widzów: 9327 Sędzia główny: Lukas Kohlmüller Cedric Borga Sędziowie liniowi: Anders Nyqvist Ludvig Lundgren |
| Godzina: 16:00 | 8 min. kar                                                                 |                 | 10 min. kar         | Widzów: 9327 Sędzia główny: Lukas Kohlmüller Cedric Borga Sędziowie liniowi: Anders Nyqvist Ludvig Lundgren |

## Klasyfikacja
| Poz. | Zespół     | M | Pkt | Z | WpD | PpD | P | G+ | G- | +/- |
| ---- | ---------- | - | --- | - | --- | --- | - | -- | -- | --- |
| 1    | Szwecja    | 3 | 7   | 2 | 0   | 1   | 0 | 6  | 3  | +3  |
| 2    | Finlandia  | 3 | 5   | 1 | 1   | 0   | 1 | 13 | 9  | +4  |
| 3    | Czechy     | 3 | 4   | 0 | 2   | 0   | 1 | 5  | 8  | -3  |
| 4    | Szwajcaria | 3 | 2   | 0 | 0   | 2   | 1 | 6  | 10 | -4  |